# Vichnieva
Vichnieva (biélorusse : Ві́шнева; russe : Вишнево, Vichnevo ; polonais : Wiszniew ; yiddish : וישנעווע, Vishneva) est un village du raïon de Valojyn situé dans la voblast de Minsk en Biélorussie , non loin de la frontière avec la Lituanie. Il se situe à une cinquantaine de kilomètres à l'ouest-nord-ouest de Minsk et à une cinquantaine de kilomètres au sud-est de Vilnius. 

## Histoire
Historiquement, la ville était un shtetl, la communauté juive y était largement majoritaire. Lors du recensement de 1907, 1 863 habitants étaient Juifs sur une population totale de 2 650 personnes. Après 1921 et la guerre soviéto-polonaise, la ville, alors appelée Wiszniew (Vishneva en yiddish) devient polonaise et va le rester tout le temps de la Deuxième République de Pologne. 
Lors du déclenchement de la Seconde Guerre mondiale et de l'attaque allemande sur la Pologne, elle est occupée par les Soviétiques, la partie orientale de Pologne passant, comme prévu dans le cadre du Pacte germano-soviétique, sous contrôle de l'URSS. 
À l'été 1941, après le début de l'invasion de l'Union soviétique, elle est occupée par les Allemands. Le 30 aout 1942, environ 1 100 Juifs de la ville sont assassinés lors d'une exécution de masse par les SS, les autres Juifs sont enfermés dans le ghetto de la ville voisine de Valojyn. Les quelques survivants émigrent. Un cimetière juif existe encore aujourd'hui dans la ville.
Après guerre, elle fait partie de la République socialiste soviétique de Biélorussie.

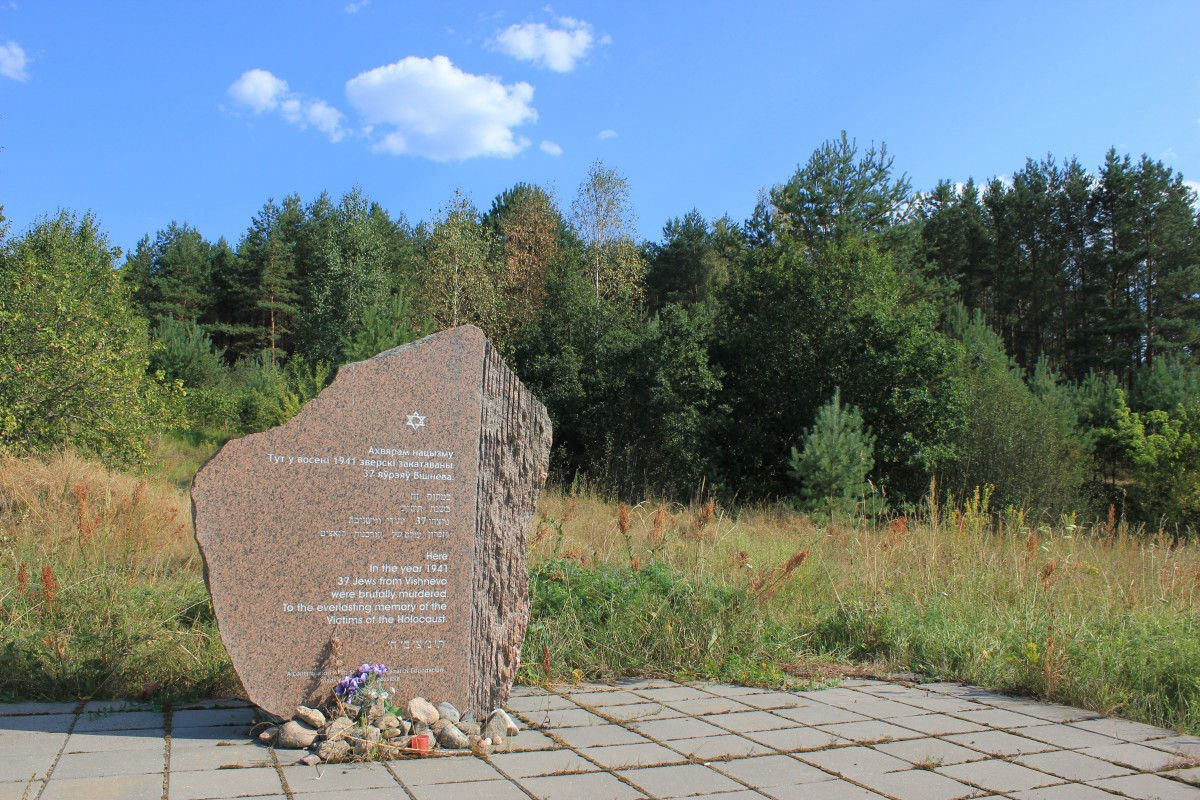
Le mémorial commémorant la Shoah au cimetière juif du village.
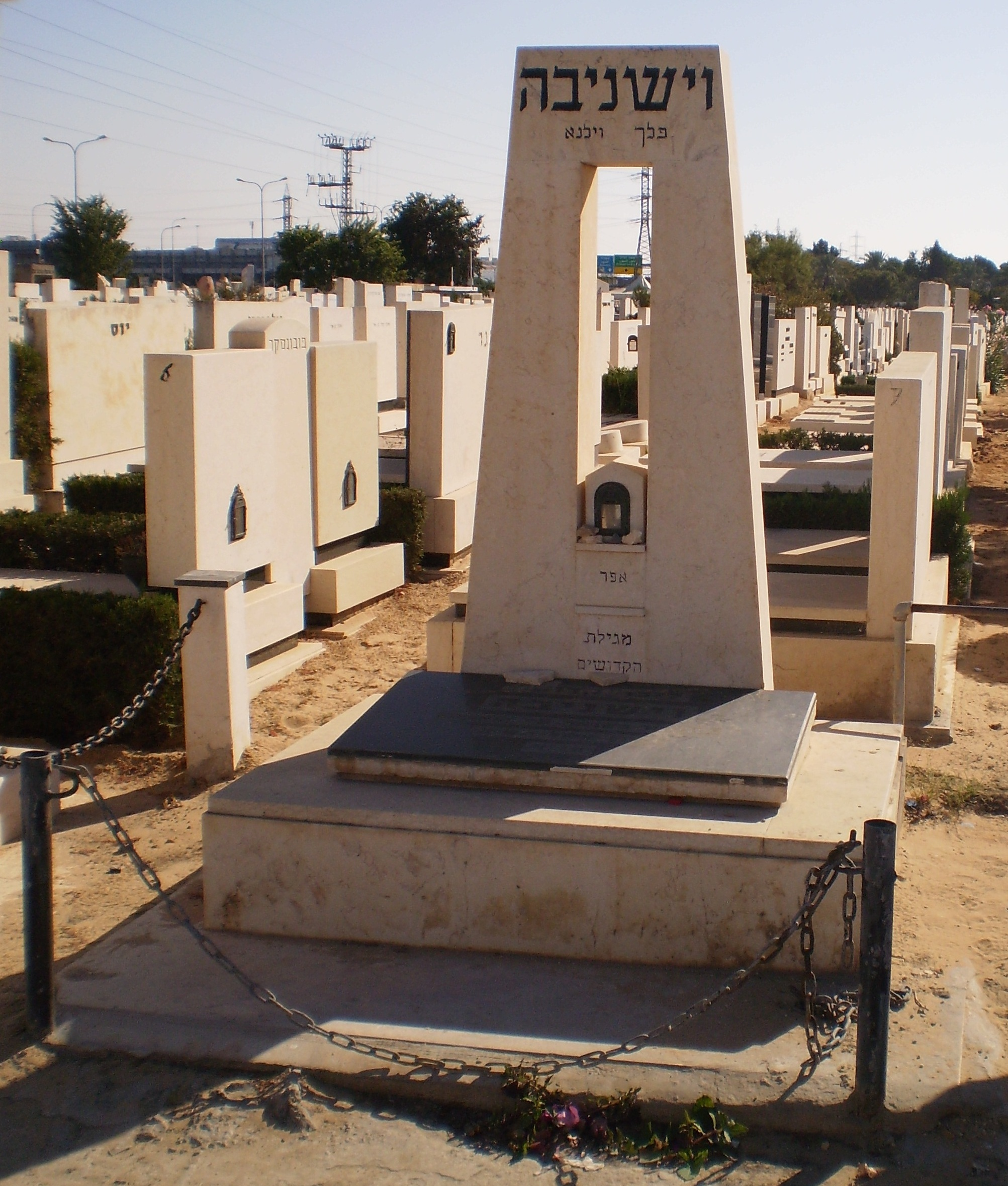
Le mémorial commémorant les victimes de Vishnyeva au cimetière de Holon en Israël.
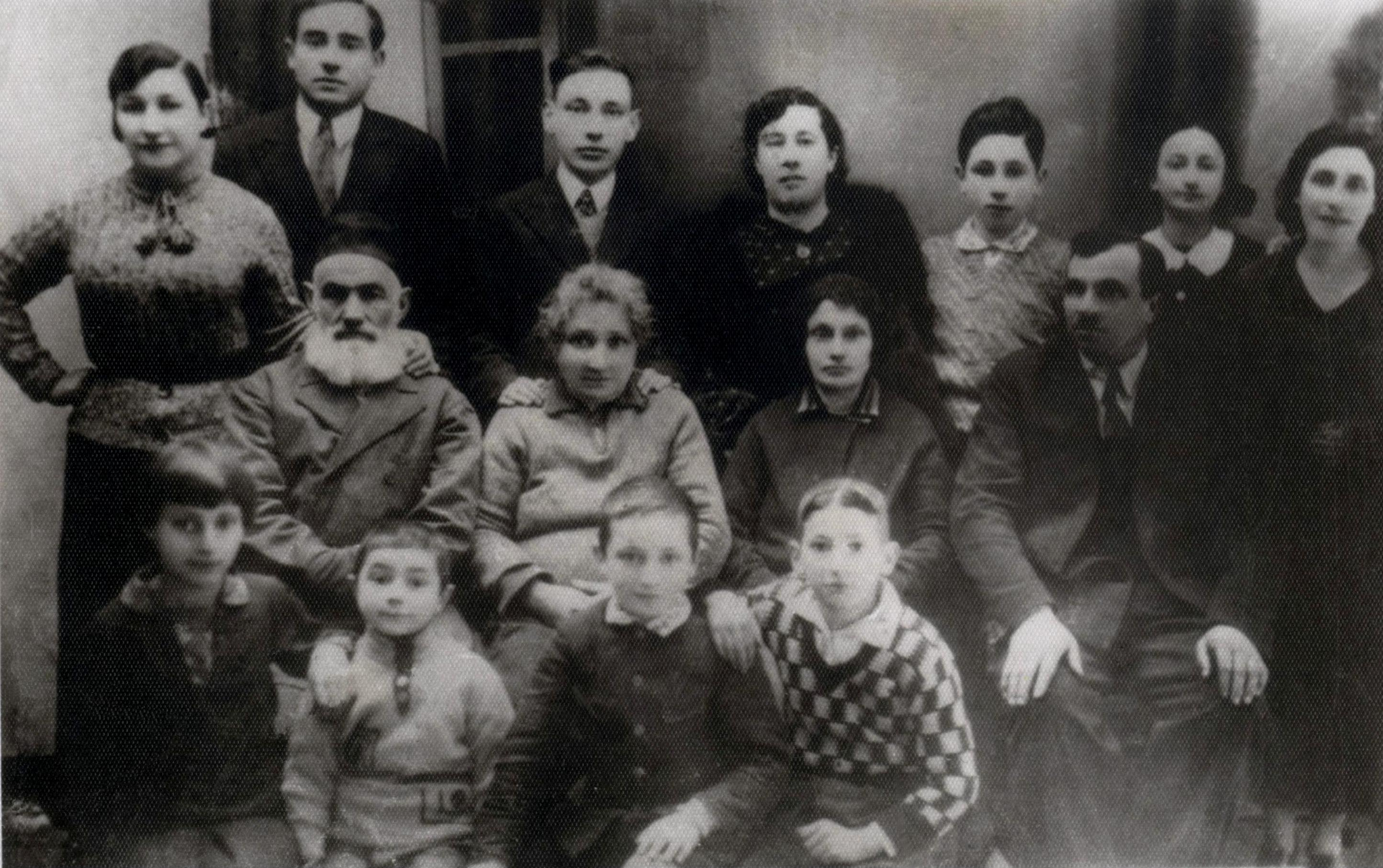
Shimon Peres (debout, troisième à partir de la droite) avec sa famille, vers 1930

## Personnalités
- Shimon Peres, ancien président et plusieurs fois Premier ministre d'Israël est né dans la ville en 1923 puis émigre en Palestine mandataire avec sa famille en 1934.
- Nahum Goldmann, fondateur et président du Congrès Juif Mondial, y est né en 1895. Il a 5 ans quand sa famille émigre en Allemagne.
- Symon Budny, humaniste, réformateur de l'église et leader de la Petite Église polonaise, y est mort en 1593.